# 储水蛙
储水蛙（Litoria platycephala）是生活在澳大利亚沙漠地区的一种两栖动物，属于无尾目树蟾科雨滨蛙属。储水蛙头部宽而平，身体和脚蹼较厚。体色通常为暗灰色，深橄榄色，深褐色或绿色，腹部为白色。皮肤上布满了疣。
储水蛙在下雨时会吸收水分，储存在其膀胱内和皮肤袋里，它能够存储相当于自身重量一半的水，储存的水一般能维持到下一次下雨的时候。 当地面开始干涸时，储水蛙就会钻进用其蹼脚所挖的地洞，躲避太阳光和热量。在地下，储水蛙将自己包围在自制的由皮肤产生的防水茧内，谨防体内失水，通过减少活动量来减缓体内循环。在这样的环境中储水蛙可以生活数年之久。
储水蛙在下雨的时候繁殖。由蝌蚪变成成蛙的周期很短，为的是能在地面水分干涸之前完成这一过程。